# Långträsket (Norrfjärdens socken, Norrbotten, 727934-177084)
Långträsket är en sjö i Piteå kommun i Norrbotten och ingår i Rosåns huvudavrinningsområde. Sjön har en area på 1,37 kvadratkilometer och ligger 15 meter över havet. Sjön avvattnas av vattendraget Lillån (Trätbäcken).

## Delavrinningsområde
Långträsket ingår i det delavrinningsområde (728152-176814) som SMHI kallar för Utloppet av Långträsket. Medelhöjden är 25 meter över havet och ytan är 13,36 kvadratkilometer. Det finns inga avrinningsområden uppströms utan avrinningsområdet är högsta punkten. Lillån (Trätbäcken) som avvattnar avrinningsområdet har biflödesordning 2, vilket innebär att vattnet flödar genom totalt 2 vattendrag innan det når havet efter 16 kilometer. Avrinningsområdet består mestadels av skog (65 procent). Avrinningsområdet har 1,37 kvadratkilometer vattenytor vilket ger det en sjöprocent på 10,2 procent.